# Herrenhaus Ekhammar

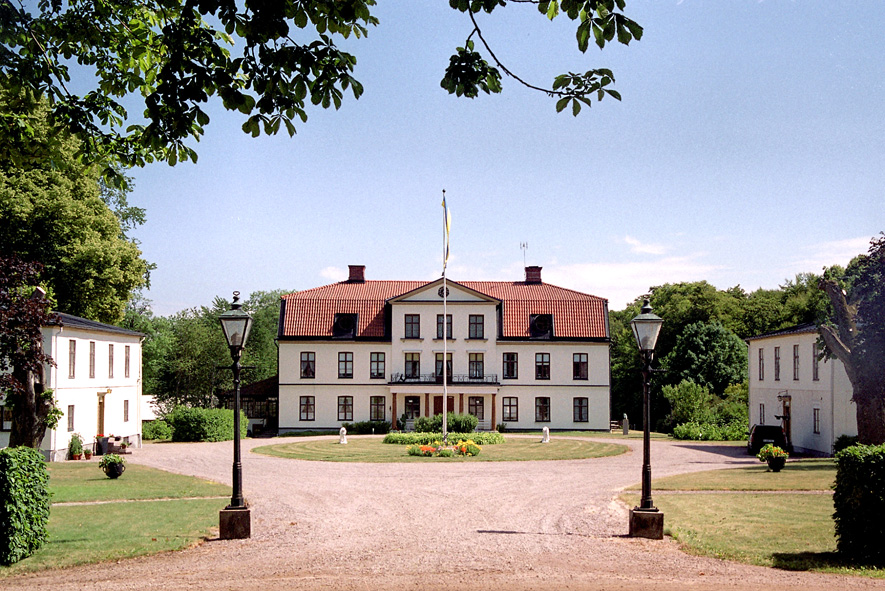

Das Herrenhaus Ekhammar liegt in der schwedischen Gemeinde Hjo etwa sieben Kilometer nördlich der Stadt Hjo am Westufer des Vättersees.
Das aus Holz gebaute Herrenhaus entstand in verschiedenen Etappen. Das Erdgeschoss stammt aus der ersten Hälfte des 17. Jahrhunderts, während die Obergeschosse 1808–1809 gebaut wurden. Zwei der vier Flügelgebäude sind aus den 1630er Jahren, die anderen zwei Seitengebäude wurden 1756 errichtet.
In der Nähe des Herrenhauses liegen ältere, zum Gut gehörende Wirtschaftsgebäude. Die Mühle und das Sägewerk wurden in den 1990er Jahren restauriert.
Koordinaten: 58° 21′ 54″ N, 14° 21′ 48″ O